# 湖口服務區
湖口服務區是臺灣一座國道服務區，位於新竹縣湖口鄉，里程為中山高速公路86.5k，是中山高速公路自基隆市起點以來的第二個服務區，目前由南仁湖企業股份有限公司經營。
湖口服務區分為南下、北上兩站，南下於1979年1月份啟用，北上於1981年5月份啟用。南、北兩站於1996年8月31日擴建休息大廳，以增加用路人休憩之空間，本區總面積為21.8公頃。

## 設施
服務區內有萊爾富（北上：湖口湖北店，南下：湖口湖南店）及熟食區。出口處設有24小時台亞石油加油站。2022年設立電動車的充電站，支援CCS1與CCS2規格充電樁，以及特斯拉超級充電。
2012年起在南下站試辦駕駛人休息室，讓駕駛人可短暫睡眠及沐浴，以避免疲勞駕駛造成意外。

## 營業額
以下為湖口服務區自2006年以來之年營業額，其中2006年與2007年之年營業額未含營業稅：
|  | 由于技术原因，此旧版图表已停用，並須迁移至新版图表。造成您的不便，我們深表歉意。 |

|  | 由于技术原因，此旧版图表已停用，並須迁移至新版图表。造成您的不便，我們深表歉意。 |

## 位置

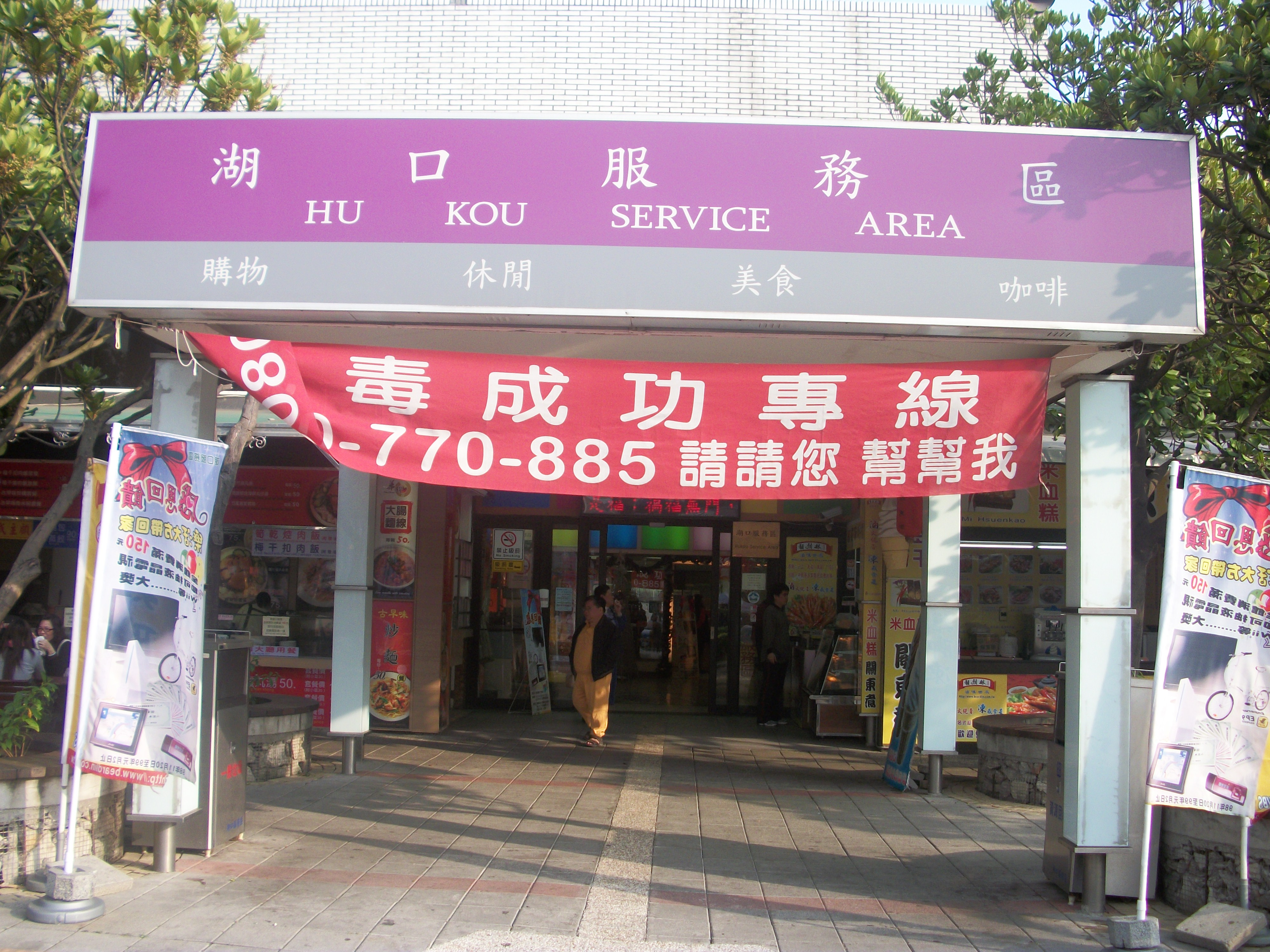
湖口服務區（改建前）

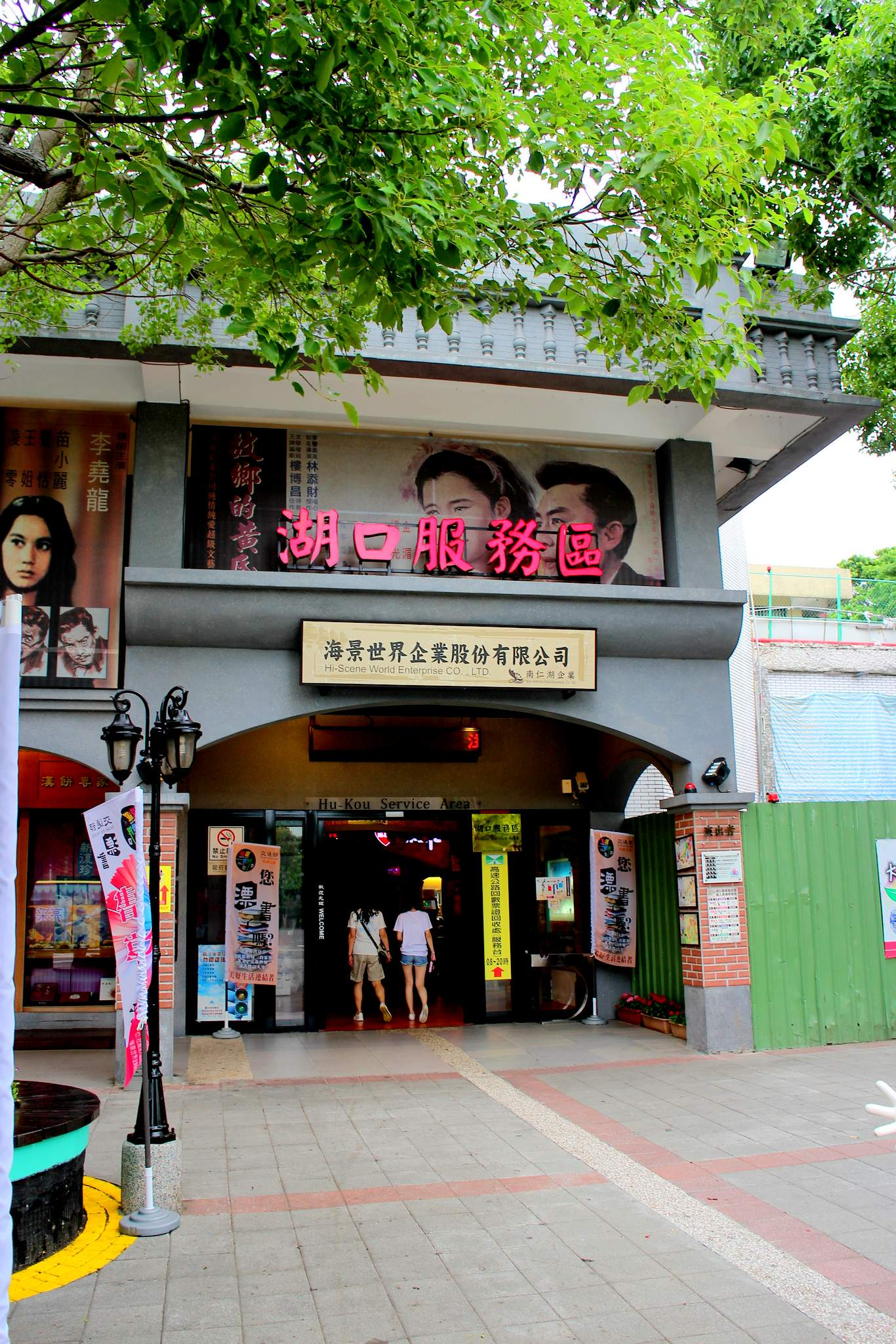
新湖口服務區入口（改建後）

## 外部連結
- 南仁湖企業湖口服務區 （页面存档备份，存于）
- 北區養護工程分局湖口服務區 （页面存档备份，存于）
- 國道1號 湖口南下服務區 即時影像 - 高速公路資訊網 （页面存档备份，存于）
- 國道1號 湖口北上服務區 即時影像 - 高速公路資訊網 （页面存档备份，存于）